# Кролевецьке вище професійне училище
ДПТНЗ «Кролевецьке вище професійне училище»  — державний професійно-технічний навчальний заклад другого атестаційного рівня в місті Кролевець Сумської області.

## Історія
1 грудня 1909 року в місті Кролевець було відкрито Кролевецьку нижчу ремісничу школу з відділеннями ткацтва, гончарства, ковальської справи. Саме ця дата і є початком існування професійної освіти на Кролевеччині.
З розвитком ткацтва у післяреволюційний період (1917 р.), створенням в місті Кролевець фабрики художнього ткацтва виникла потреба у більш кваліфікованих робітниках, тому у 1928 році на теренах ремісничої школи було створено технікум художніх промислів з 4-річним терміном навчання. В ньому були відділи художньо-декоративного ткацтва, художньої вишивки, килимарства. За роки війни його було повністю зруйновано, але завдяки випускникам-ентузіастам, технікум був відбудований в післявоєнні роки. Навчання проводилось за профілями: художнє ткацтво; килимарство; ремонт і налагодження ткацького, швейного, промислового устаткування; фарбування та розпис тканин; пошив легкої жіночої та дитячої сукні. До 1959 року із цього закладу було випущено 2520 техніків-художників. Багато з них очолили підприємства художньої промисловості колишнього Радянського Союзу.
У 1959 році технікум було реорганізовано у Кролевецьке професійно-технічне училище художнього ткацтва з підпорядкуванням Укрпромраді. В закладі відкрили підготовку за напрямами: художнє ткацтво, килимарство, наладка ткацького механічного обладнання, наладка швейного обладнання, розпис тканин, кравецька справа. Заявок від підприємств було значно більше, ніж випускників. Дуже високі вимоги ставились до якості підготовки фахівців. Навчальні плани і програми зі спеціальних предметів розроблялись колективом закладу та затверджувались Укрпромрадою, а потім Міністерством місцевої промисловості.
У 1972 році — в училищі відкривається швейний відділ. У 1978 році було розпочато, а в 1983 році було повністю завершено будівництво нового навчального комплексу училища на 720 місць та гуртожитку на 360 місць.
У 2002 році училище отримало статус вищого професійного училища і значно розширило спектр підготовки фахівців: перукарі, будівельники, продавці, молодші спеціалісти — техніки-конструктори. 2002 року навчальний заклад ввійшов до складу навчально-науково-виробничого комплексу Київського національного університету технологій і дизайну. За ініціативою закладу професія «Ткач» набула статус художньої — «Ткач ручного художнього ткацтва». З 2004 року на базі ВПУ № 23 відкрито експериментальний педагогічний майданчик. Під керівництвом Інституту педагогіки і психології професійної освіти АПН України училище працює над науково-дослідною проблемою "Розробка, апробація і впровадження Державних стандартів за професією «Ткач ручного художнього ткацтва».
У закладі працюють чотири майстра-ткалі, які є членами Національної спілки майстрів народного мистецтва України Сумського обласного осередку. Вони та їх учні є учасниками обласних та Всеукраїнських конкурсів, щорічних фестивалів «Кролевецькі рушники», «Решетилівська весна», ярмарків, Днів вишивальниці та ткалі в Музеї народної архітектури та побуту НАН України (Київ, Пирогів). Їх вироби експонуються в художньому музеї м. Суми, в музеї Академії педагогічних наук України. Панно роботи майстра ткацького відділу училища прикрашає одну із стін Організації Об'єднаних Націй. За 100 років існування заклад випустив близько 40 тисяч фахівців різних профілів, які працюють на благо держави.
У 2006 році в училищі відкрита підготовка робітничих кадрів з інтегрованої професії «Кравець. Вишивальниця». Розпочата апробація та впровадження Державних стандартів ПТО за професіями, якими ведеться підготовка в закладі. Творча група педагогічного колективу розробила Державні стандарти ПТО за професією «Ткач ручного художнього ткацтва».
У 2008 році Вище професійне училище № 23 м. Кролевець перейменовано в Державний професійно-технічний навчальний заклад «Кролевецьке вище професійне училище». Ведеться підготовка робітничих кадрів відповідно до Державних стандартів ПТО.
У 2010 році розроблено робочі навчальні плани на III ступінь навчання (підвищений розряд) на підготовку робітничих кадрів за професіями «Ткач ручного художнього ткацтва», «Кравець Закрійник», «Муляр Штукатур Лицювальник-плиточник», «Перукар (перукар-модельєр)».
У 2011 році ДПТНЗ «Кролевецьке ВПУ» отримав ліцензію щодо діяльності з надання освітніх послуг у сфері професійно-технічної освіти за професією «Касир торговельного залу Продавець продовольчих товарів». Розроблено і затверджено робочий навчальний план на III ступінь навчання (підвищений розряд) на підготовку робітничих кадрів за даною професією. Заклад пройшов атестаційну експертизу освітньої діяльності, пов'язаної з наданням професійної освіти на рівні кваліфікаційних вимог до кваліфікованих робітників з професій за якими ведеться підготовка в училищі до 2021 року.
У 2012 році навчальний заклад пройшов атестаційну експертизу освітньої діяльності загальноосвітньої діяльності та отримав право на впровадження освітньої діяльності за рівнем повної загальної середньої освіти до 2022 року.

### Видатні випускники
- Товстуха Леонід Самійлович, випускник 1952 року, член Національної спілки художників України, директор фабрики художніх виробів ім. К. Цеткін (смт. Решетилівка, Полтавської області). Нагороджений медаллю «За доблесну працю», орденом «Знак пошани», срібною медаллю ВДНГ СРСР, орденом «За заслуги III ступеня». Має почесне звання «Заслужений художник України». У 1990—1995 роках — член Верховної Ради Національної спілки народних майстрів України.
- Нечипоренко Сергій Григорович, патріарх художнього ткацтва України, професор Київського державного інституту декоративно-прикладного мистецтва ім. Михайла Бойчука. Навчався в Кролевецькому художньо-промисловому технікумі. Його вважають неперевершеним фахівцем та автором плахтових тканин, має вагомий багаторічний доробок — понад 2000 оригінальних, самобутніх творів, з яких 700 знаходяться в музеях України та за кордоном. Разом з колегами змайстрував загалом понад 30 ткацьких верстатів.
- Дудар Іван Петрович, художник декоративного ткацтва. Заслужений художник України (2000). Нагороджений бронзовою медаллю ВДНГСРСР (1968). Почесний громадянин міста Кролевець.
- Соловйов Георгій Сергійович, випускник 1954 року. У 2010 році присвоєно звання «Почесного громадянина м. Кролевець».
- Ліфьоров Леонід Васильович, випускник 1968 року. З 1985—2002 роки — головний архітектор ВАТ «Транс» м. Чернігів.
- Калмикова Раїса Іванівна, випускниця 1971 року, нагороджена знаком «Відмінник освіти України». З 2005 року член Національної спілки майстрів народного мистецтва України Сумського обласного осередку.
- Минтус Людмила Миколаївна, випускниця 1978 року. З 2005 року член Національної спілки майстрів народного мистецтва України Сумського обласного осередку.
- Валова Валентина Олексіївна, випускник 1964 року, Заслужений майстер народної творчості.